# 안루이 지로데 드 루시트리오종
안루이 지로데 드 루시트리오종(프랑스어: Anne-Louis Girodet de Roussy-Trioson, 프랑스어 발음: [an lwi ʒiʁɔdɛ də ʁusi tʁijozɔ̃], 1767년 1월 29일~1824년 12월 9일)은 프랑스의 화가이다. 자크루이 다비드의 문하 중 앙투안장 그로, 장오귀스트도미니크 앵그르, 프랑수아 제라르와 견주는 한 사람인데, 몽타르지에서 태어나 로마에서 배웠다.
그는 한편으로는 문필을 사랑하여 시작(詩作)에도 친근, 제재도 문학적인 것을 취급했다. 그러나 묘사는 외관(外觀)을 어디까지나 단정하게 그리는 스승의 경향을 지키고 있다. <대홍수>는 1810년에 다비드의 <사빈의 약탈>과 동시에 전시되어 상을 탔다. 그의 작품 <엔디미옹의 수면(睡眠)>(1793)은 빛의 효과도 아름답고, 그 당시의 비상한 호평을 얻었으며, 특히 <아탈라의 매장(埋葬)>(1808)이 빛을 일층 짙게 하여 동굴의 음영(陰影)에 조화된 인상(人像)에서 정적의 정다움을 낳고 있다.